# Біказ (Марамуреш)
Біказ (рум. Bicaz) — село у повіті Марамуреш в Румунії. Адміністративний центр комуни Біказ.
Село розташоване на відстані 411 км на північний захід від Бухареста, 46 км на південний захід від Бая-Маре, 87 км на північний захід від Клуж-Напоки.

## Населення
За даними перепису населення 2002 року у селі проживали 645 осіб, з них 644 особи (99,8%) румунів. Рідною мовою 644 особи (99,8%) назвали румунську.